# Kizilbași
Kizilbași sau Qizilbași (Turcă - Kızılbaș, ”Cap Roșu”, Persană - قزلباش) este denominația istorică atribuită mai multor grupuri militante șiite care inițial au prosperat în zona Azerbaidjanului de astăzi, Iranului de Vest, și cu precădere Anatolia începând cu secolul 15.

## Încadrare istorică și culturală

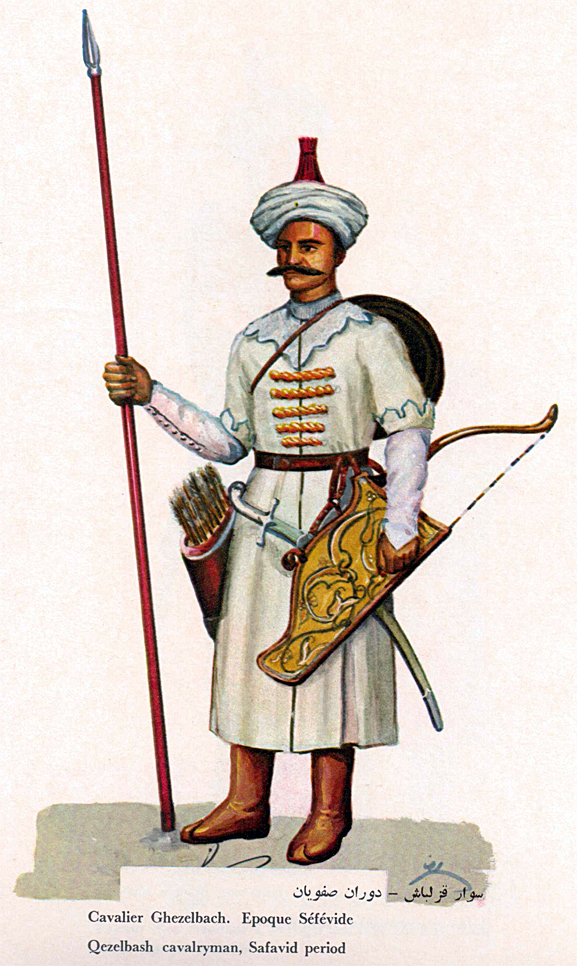
Soldat Kizilbaș (Perioada Safavidă)

Găsindu-și loc sub denumirea mai largă de Alevi (alături de ordinul Bektași), comunitatea Kizilbaș are rădăcini în triburile nomade turcmene care, fugind de pericolul mongol aflat în Asia centrală la vremea respectivă (secolele 11-12), și-au găsit o casă nouă în spațiul geografic la care astăzi ne referim ca Anatolia și respectiv Iran. Aceste triburi, ulterior formării Imperiului Otoman (secolul 13), au oferit Porții forța colonizatoare cunoscută ca Bektași – un ordin al sufismului centrat în jurul sfântului Alevi Haji Bektash Veli – comunitate ce a avut importantul rol de a cimenta influența turcă în domeniile noi cucerite din Balcani. Prin ambele denominații (Kizilbaș și Bektași) înțelegem Alevi, aceste forme alevite având în cea mai mare parte credințe și practici comune, diferența fiind spațiul geografic ocupat; dacă Bektașii au găsit un cămin nou în Balcani, Kizilbașii au rămas în Anatolia. 
Odată rămași în Anatolia, Kizilbașii (traducere ad-litteram – capul roșu, apelativ bazat pe portul lor tradițional care includea un turban cu o terminație roșie) au fost inițial integrați în Imperiul Otoman pentru ca mai apoi, odată ce autoritatea Porții asupra zonei a scăzut (consecință a victoriei Imperiul Timurid în fața otomanilor la început de secol 15), să-și găsească loc printre statele turkmene ce se luptau pentru dominație locală (ex – Kara-Koyunlu ”oile negre”, Aq Qoyunlu ”oile albe”). În secolul 15 Kizilbașii au aderat la o formă de șiism mesianic militant (tradiția celor 12 imami) influențați de cei ce aveau să devină dinastia Safavidă – dinastie care, sub conducerea lui Șah Isma’il (o altă personalitate importantă în rândul aleviților) a cucerit Iran în întregime în zorii secolului 16.  În timp ce Bektașii au fost complet acceptați de Poartă, ba mai mult, chiar au primit distincții în cadrul Imperiului Otoman (corpul de ieniceri fusese pus în grija lor, de aici au survenit multe avantaje socio-economice), Kizilbașii nu avut aceeași soartă – în urma conflictelor dintre otomani și safavizi din secolul 16 (ajutorul primit de cei din urmă de la anumite populații anatoliene generând chiar revolte locale, acțiuni ce nu a fost primite tocmai bine de Poartă), Sultanul Bayazid a condus o expediție în această zonă (1502-1503) împingându-i pe unii dintre susținătorii turcmeni ai Safavizilor peste granița Imperiului Otoman. Selim I, urmașul lui Bayazid, s-a folosit de noua dobândită sa calitate de calif, și a insistat pentru emiterea unei fatwa care îi numea pe Safavizi și urmașii lor(inclusiv Kizilbașii) eretici, practic obținând astfel permisiunea de a-i elimina (se vorbește de un masacru al aleviților încă prezenți în Imperiul Otoman – circa 20.000 de Kizilbași uciși). 

Suleyman Magnificul este cel ce dă lovitura de grație aleviților – în urma unor noi campanii victorioase în Anatolia și Iranul de Est, îi forțează pe Safavizi să accepte pacea de la Amasia (1555), care acorda drept Otomanilor asupra Anatoliei de Est și Iraqului. Astfel, Suleyman reușește practic separarea teritorială, politică și militară a kizilbașilor de ”părinții” safavizi; aceasta a marcat începutul unei perioade de ascundere a aleviților (pretindeau a fi Sunni) și o încercare a acestora de a prezerva cultura specifică. Au suferit de pe urma atacurilor externe atât în vremea Imperiului Otoman, cât și în Republica Kemalistă (Revolta de la Dersim 1937, Incendiul de la hotelul Madimak – Sivas, 1993).

## Aspecte ale Crezului
Cunoscând o formă sufită a Islamului (una categoric centrată în jurul lui Ali – ginerele profetului Muhammed, personaj care pentru unii musulmanii șiiți reprezintă moștenitorul de drept al ultimului profet al Islamului), membrii Kizilbash au adoptat o formă hetorodoxă de Islam, păstrându-și numeroase din credințele pre-musulmane, cu precădere forme de șamanism influențate de Zoroastrianismul de mult dispărut din Iran în urma cucerii musulmane a Persiei în secolul 7. 

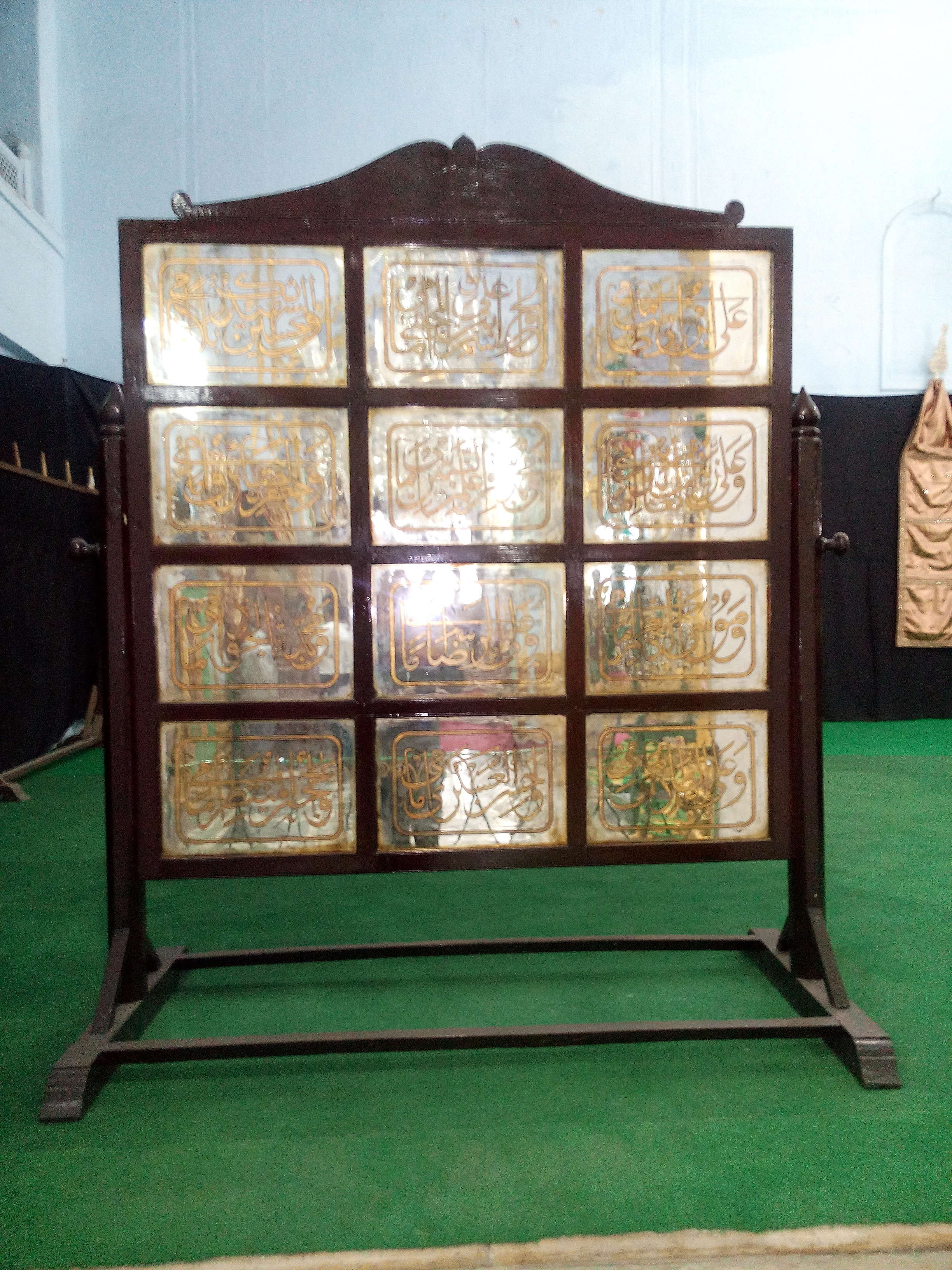
Numele celor 12 Imami

Caracterul heterodox al acestei forme particulare de Islam s-a tradus în: 
- lipsa practicării celor 5 stâlpi tradiționali observați de musulmanii suniți (Namaz – rugăciunea efectuată de 5 ori zilnic, Oruc – postul ținut cu ocazia lunii Ramadan, Zekat – oferirea de caritate celor nevoiași, Hadji – pelerinajul către Mecca și Kelim-i Șehadet – confesiunea credinței în Dumnezeu și în Muhammed ca ultimul său Profet);
- practicarea adulației religioase în cemevi (case) spre deosebire de moschei, unde bărbații și femeile pot sta în același loc;
- încercarea de a ajunge cât mai aproape de conceptul de insan-i kamil (noțiune ce desemnează un individ ce a atins starea de perfecțiune spirituală) prin practicarea celor Dört Kapı Kırk Makam (4 porți, 40 de nivele), astfel mergând pe yol (drum) spre Dumnezeu/Allah (fiind o confesiune atât de diversă, Aleviții spun yol bir, sürek binbir  - drumul către Dumnezeu este unul, feluri de a-l urma sunt 1001);
- aducerea lui Ali pe o treaptă aproapiată de Profetul Muhammed (Ali Muhammed’dir Muhammed Ali/Gordum bir elmadir, elhamdulillah – Ali este Muhammed, Muhammed este Ali/Am văzut 1 singur măr, mulțumiri lui Allah; Muhammed ilim șehridir, Ali kapısidir – Muhammed este cunoașterea, Ali este poarta spre aceasta); includerea muzicii în actului cem-ului (adulație religioasă – de data asta în limba turcă sau alte limbi locale, și nu arabă) alături de semah (mișcare ritualică ce face trimitere spre mișcarea cosmosului)[6]. Vocea este de obicei acompaniată de baglama (instrument tradițional cu corzi) și uneori de bendir (instrument de percuție).